# (6976) Kanatsu
(6976) Kanatsu (1993 KD2) – planetoida z pasa głównego asteroid okrążająca Słońce w ciągu 3,57 lat w średniej odległości 2,33 j.a. Odkryta 23 maja 1993 roku.